# Arsenal de Marina de Río de Janeiro
El Arsenal de la Armada de Río de Janeiro (AMRJ) es una organización militar de la Armada de Brasil. Es el principal centro de mantenimiento de la Armada de Brasil y también un centro para el diseño y construcción de recursos navales, no solo para la Armada de Brasil, sino también para embarcaciones de naciones amigas. Está ubicado en la Isla de las Cobras, en el interior de la Bahía de Guanabara, en la ciudad de Río de Janeiro.

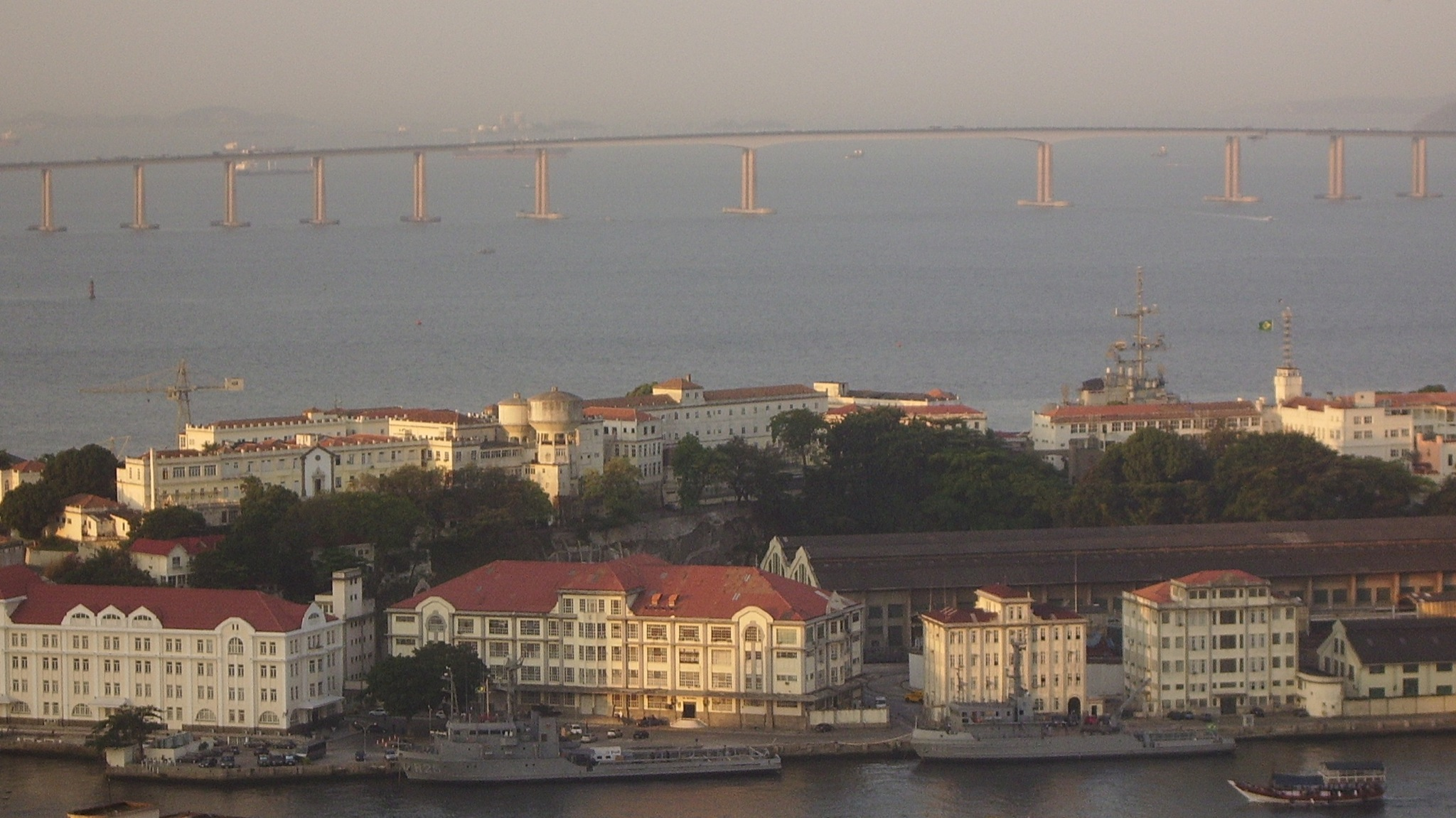
Isla de las Cobras.

## Historia
Su historia se remonta a la instalación del Arsenal en Río de Janeiro, en 1763, y con la llegada de la Familia Real portuguesa a Brasil en 1808, el Arsenal pasó a llamarse Royal Navy Arsenal o simplemente Arsenal de la Corte.
Después de la independencia de Brasil, las actividades del Arsenal se convirtieron en una prioridad en el mantenimiento de la armada imperial y la organización pasó a llamarse Arsenal de la Armada Imperial, más conocido como Arsenal de la Armada de la Corte.
En 1938 había dos Arsenales: el Arsenal de la Armada de la Isla de las Cobras (AMIC) y el Arsenal de la Armada de Río de Janeiro (AMRJ). A partir de 1948, solo sobrevivió el Arsenal ubicado en la Isla de las Cobras, asumiendo la designación de Arsenal de la Armada de Río de Janeiro.

## Construcciones navales
Entre las construcciones de las últimas décadas se puede destacar las fragatas União y Independência, las corbetas Barroso, Jaceguai y Frontin, los submarinos Tikuna, Tapajó, Timbira y Tamoio y diversos tipos de buques patrulla, entre otros.